# Wolfgang Sandt
Wolfgang Sandt (* 12. August 1960 in München) ist ein deutscher Bildhauer und Autor.

## Ausbildung und Werdegang
Nach dem Abschluss der Fachoberschule für Gestaltung in München absolvierte Sandt eine Ausbildung zum Steinmetz und Steinbildhauer, die er 1995 mit dem Meistertitel abschloss. Bereits seit 1985 arbeitete er mit verschiedenen Bildhauern zusammen, vornehmlich an Arbeiten im öffentlichen Raum und im sakralen Bereich. Von 1987 bis 2001 arbeitete er an der Erschaffung und Aufstellung des Mahnmals für das Außenlager Ottobrunn des KZ Dachau. Sandt arbeitet als freischaffender Künstler und ist Mitglied beim FMDK (Freie Münchner und deutsche Künstlerschaft) und beim Kunstverein Ottobrunn.

## Werk
In seiner künstlerischen Arbeit interessiert sich Sandt vornehmlich für das Thema Vergänglichkeit, für Übergänge, Zwischenräume, Veränderungen und das Infragestellen vermeintlicher Sicherheiten.
Um dies bildhauerisch darzustellen, schafft Sandt extrem fragile Arbeiten aus Stein: Stelen mit Sollbruchstellen, hauchdünn gearbeitete Skulpturen, die sich in Licht aufzulösen scheinen. Typisch für Sandt sind aber auch seine Hausskulpturen, kleine Häuser aus Naturstein in allen erdenklichen, instabilen, prekären Situationen, die die Idee vom Haus als sicheren, geschützten Ort ad absurdum führen.

## Mahnmal für das Außenlager Ottobrunn des KZ Dachau
Vielleicht das wichtigste Werk von Sandt ist das Mahnmal für das Außenlager Ottobrunn des KZ Dachau.
Sandt begann die Arbeit an dem Mahnmal 1987. 2001 wurde es schließlich nach langen politischen Auseinandersetzungen in Ottobrunn aufgestellt.

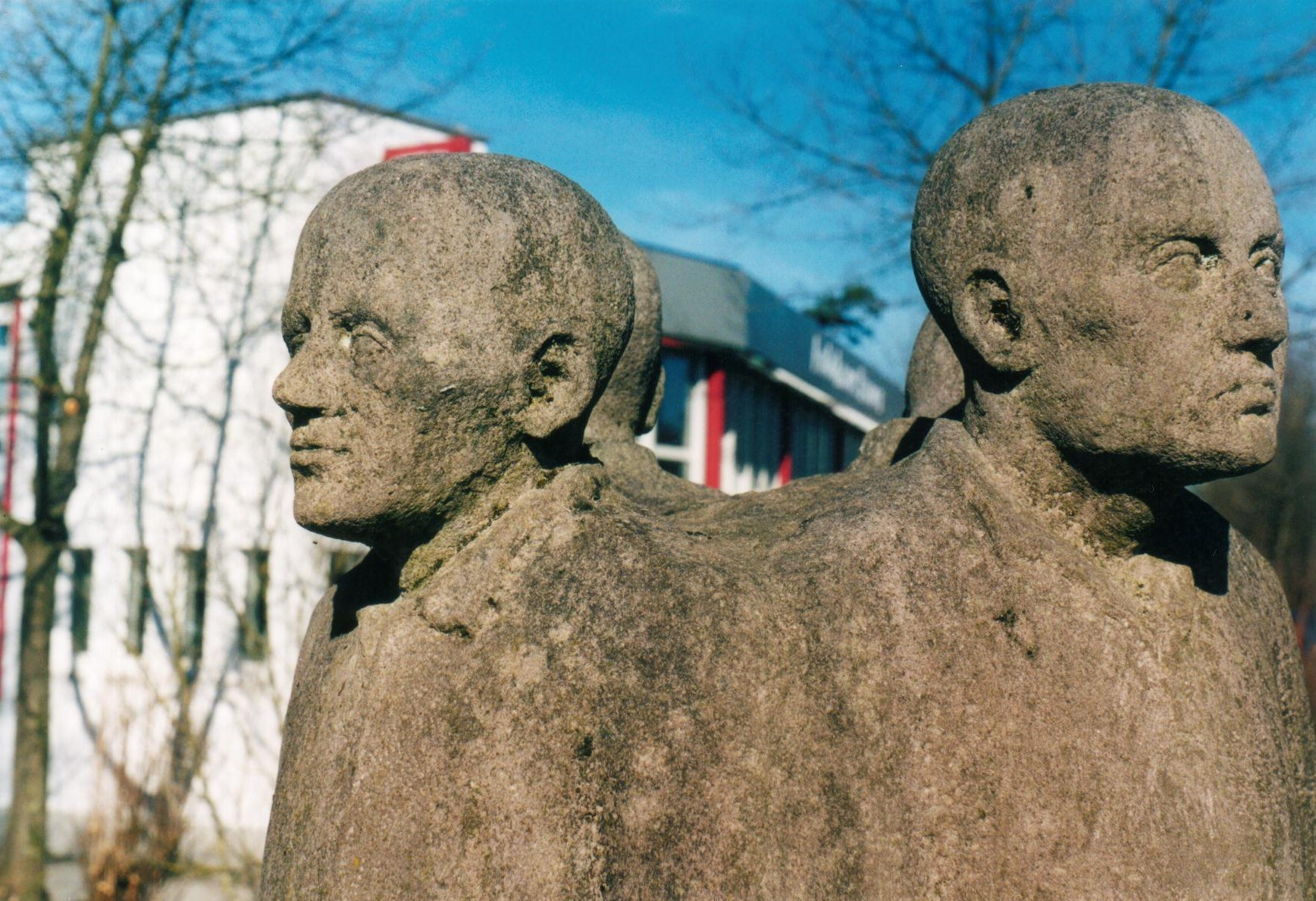
Wolfgang Sandt, Mahnmal für das Außenlager Ottobrunn des KZ Dachau
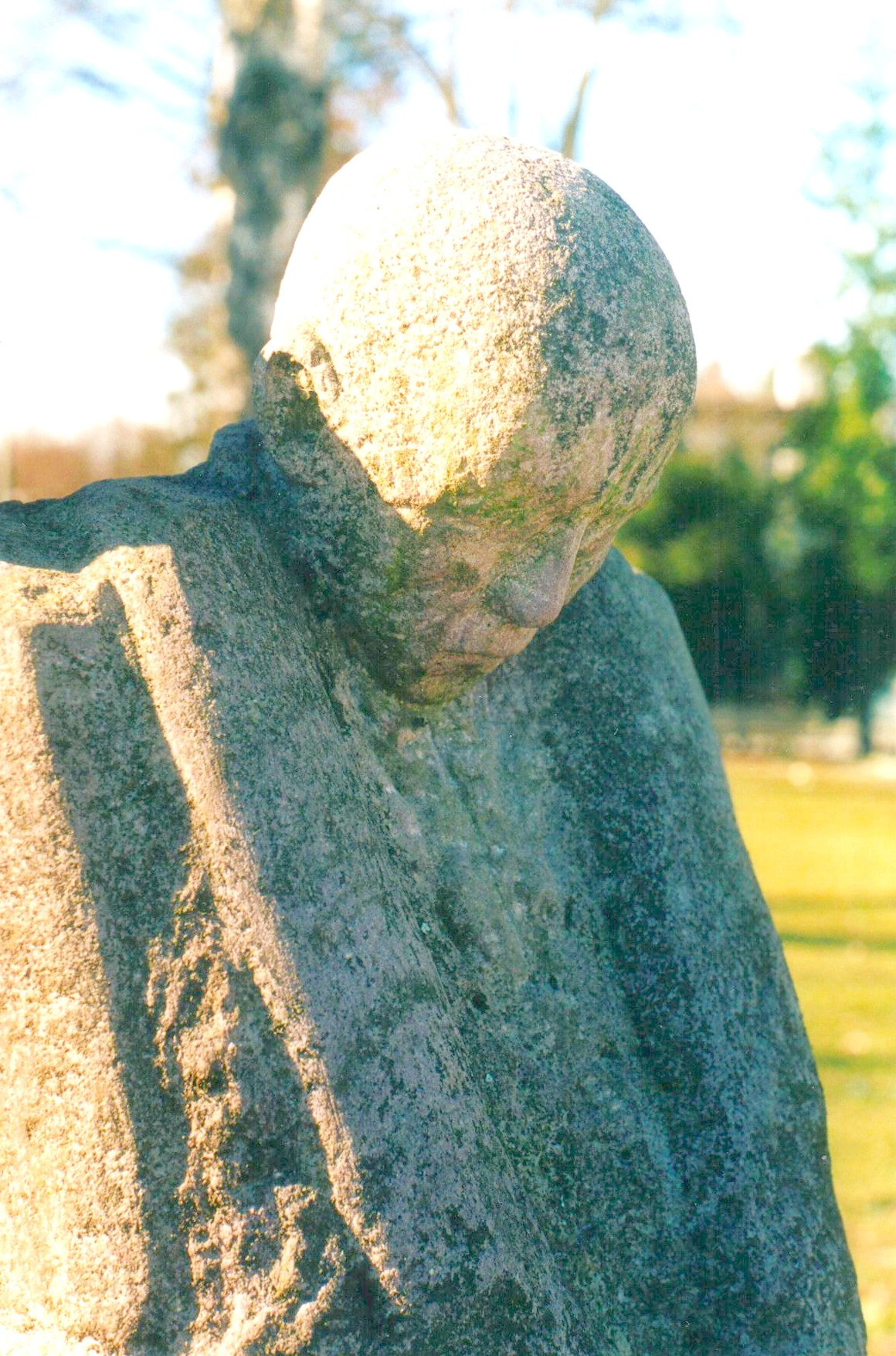
Wolfgang Sandt, Mahnmal für das Außenlager Ottobrunn des KZ Dachau
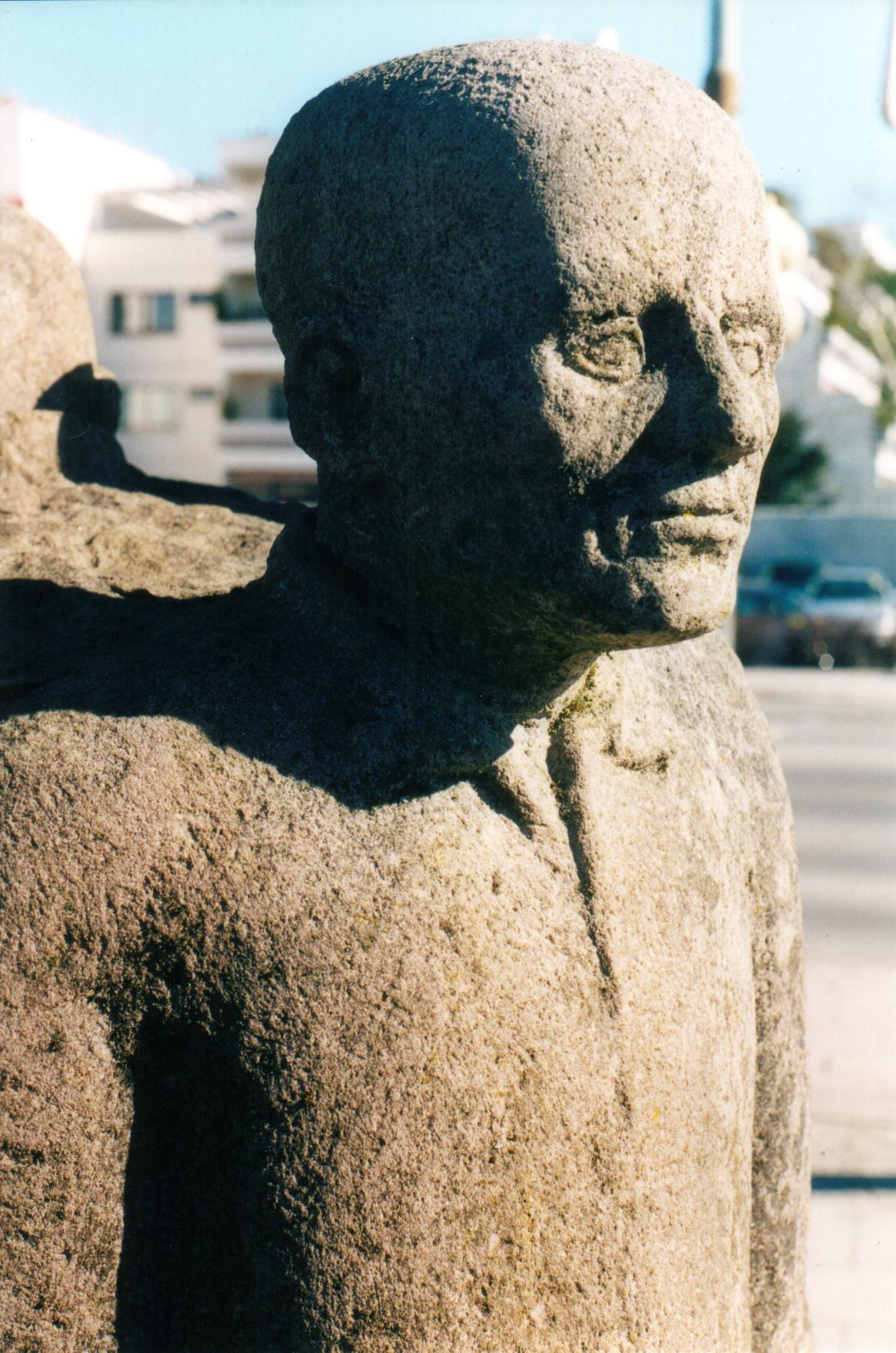
Wolfgang Sandt, Mahnmal für das Außenlager Ottobrunn des KZ Dachau
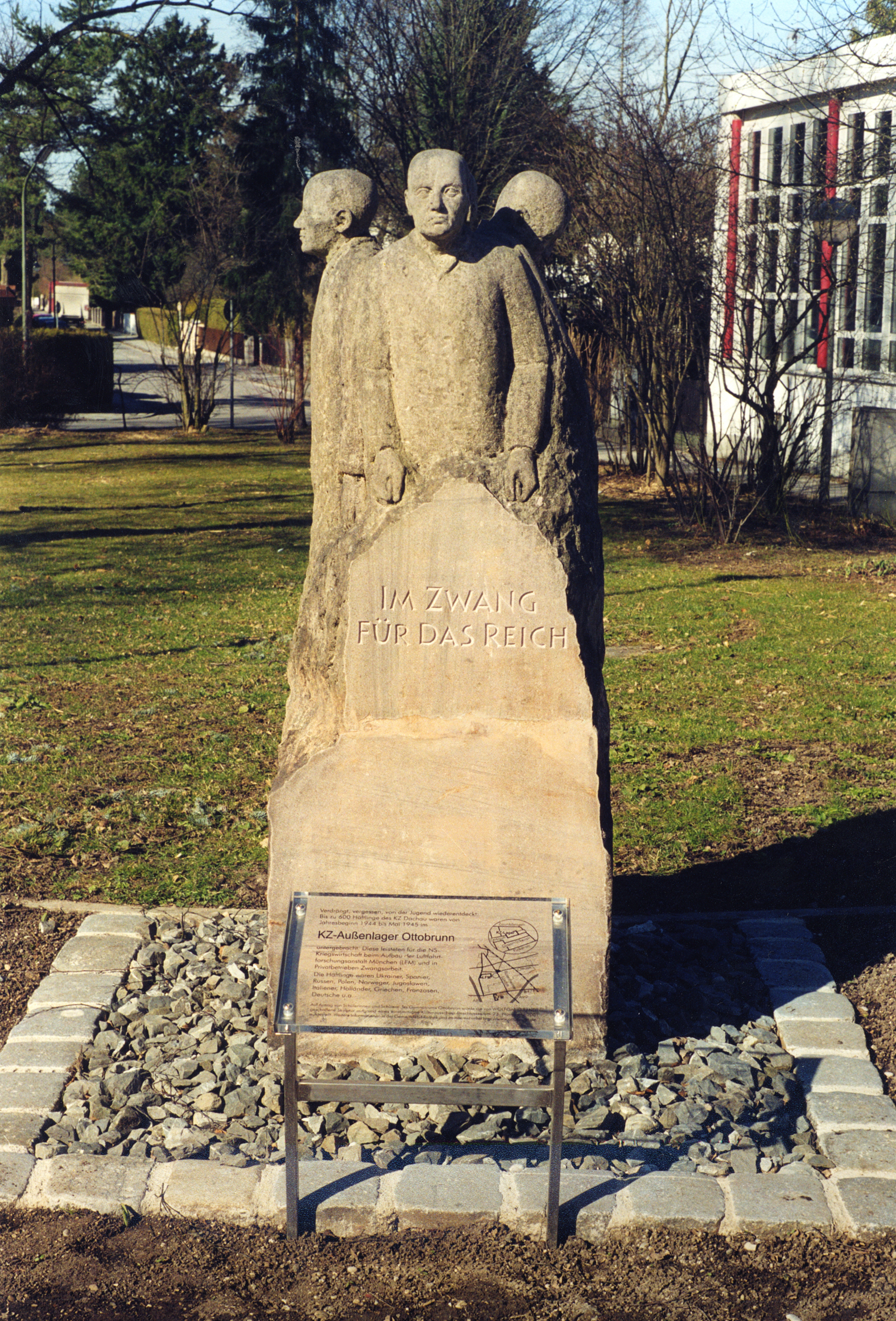
Wolfgang Sandt, Mahnmal für das Außenlager Ottobrunn des KZ Dachau

## Öffentliche Aufträge und Skulpturen im öffentlichen Raum
- Auftrag für die Gestaltung des 1. „Bayerischen Janus Preises“ für die Staatlichen Archive Bayerns
- Gemeinde Haar, Gronsdorfer Straße, „Srebrenica“
- Gemeinde Ottobrunn, Skulpturengarten am Rathaus, „Fragile Stele IV“
- Gemeinde Ottobrunn,  Rosenheimer Landstraße, Mahnmal Außenlager KZ Dachau
- Gemeinde Ottobrunn, Skulpturengarten am Rathaus, „Fern in mir“